# Pipí II d'Aquitània
Pipí II d'Aquitània (vers 823 – després de 864), fou fill de Pipí I d'Aquitània i de Ringarda, filla de Teodebert de Madrie. Fou rei d'Aquitània del 839 al 852, però reconegut per Carles el Calb només del 845 al 848.

## Guerra contra Carles el Calb
Després que Pipí resistís el setge de Tolosa i de la victòria a la batalla d'Angumois el juny del 844, Carles II el Calb va desistir de les operacions a Aquitània i va retornar a França el setembre; l'octubre va anar a Thionville per reunir-se amb els seus germans Lotari I i Lluís el Germànic amb els quals va reunir una assemblea general; es va decidir enviar ambaixadors a Aquitània, a Pipí II, i a Bretanya, al duc Nominoe, ambdós rebels, per convidar-los a sotmetre's sota amenaça. Pipi i Nominoe sembla que actuaven d'acord i l'aquità havia fet diverses operacions al Maine. Quant als vikings van fer atacs a Aquitània el 844 i 845 però després foren utilitzats per Pipí com a mercenaris. Segons Devic i Vaisette potser també fou Pipí qui va encoratjar la revolta del comte d'Arle i duc de Provença Fulcrad que va arrossegar a diversos comtes almenys de la regió del Viennois i va desestabilitzar tota la regió, però això no sembla gaire probable no estant aquest duc dins el regne de Carles. Finalment sembla que Lotari I va aconseguir parar la revolta per negociacions i que els senyors rebels foren confirmats en els càrrecs.
Després de la reunió de Thionville, Carles va retornar als seus estats esperant el resultat de l'ambaixada enviada a Pipí. A començament del 845 era al palau de Compiegne on el 21 de gener va emetre una carta confirmant la fundació del monestir d'Alaó a la diòcesi d'Urgell (a Ribagorça) a l'abat Obboni, sota petició de Berari de Narbona, i concedint privilegis considerables.i va fer una expedició a Bretanya, a la primavera.

## Pau amb Carles el Calb. El regne vassall
Finalment, pressionat Pipí pels danys causats pels normands i la fam prevalent al país, i Carles pel seu fracàs del 844 i per la impossibilitat d'acabar-la a curt termini, es va acordar la pau el 5 de juny del 845 després d'una entrevista a l'abadia de Saint-Benoît-sur-Loire. Pipí va poder conservar gran part d'Aquitània però el Poitou, Santonya i Angumois foren per Carles. Pipí va prometre honorar al seu oncle i servir-lo com el seu senyor i li va fer jurament de fidelitat agafant formalment en feu la part d'Aquitània que se li acabava de reconèixer de la que Carles tindria l'alta sobirania. Carles va donar mostres d'amistat i bons desitjos per Pipí i aquest va retornar als seus estats on va rebre el jurament dels senyors del país que havien pres partit per Carles i passaven a ser vassalls de Pipí. Aquest es va retirar al palau de Castilhon (Castillon) al Périgord, a la riba dreta del Dordonya on el 26 de juny del 845 va donar una carta demanada per Rangari, abat de Moissac, confirmant els privilegis de l'abadia de la qual depenia aleshores el monestir de Marsillac al Carcí, que va esdevenir independent; és el primer diploma conegut de Pipí que venia exercint com a rei de fet des de 839. A finals de l'any va concedir un diploma similar a Gautier abat de Saint-Chaffre, al Velai, confirmant les donacions de Lluís el Pietós i Carles el Calb. Devic i Vaisette opinen que en el territori d'Aquitània que va passar a Carles (Poitou, Santonya i Angumois) el comte de Poitou va tenir el títol de duc, equivalent a l'autoritat superior que tenien els comtes de Tolosa a la part d'Aquitània en poder de Pipí, fet que no és acceptat per la crítica moderna.
Els atacs dels normands van afectar molts punts d'Aquitània i Pipí va aportar poca ajuda el que va crear molts malcontents instigats pels agents de Carles el Calb que treballaven també contra el jove rei. Des del [846] Carles va enviar emissaris per enfortir el seu partit al regne i garantir la fidelitat d'alguns senyors, aprofitant sovint com excusa la impossibilitat de Pipí de defensar-los contra els normands. Però Pipí, informat dels plans del rei, va actuar en conseqüència i va aturar qualsevol conspiració contra el tron. Durant tot l'any Pipí va donar cartes el que demostra que controlava el país encara que les datava, com era correcte, pels anys de regnat de Carles.
El 847 Carles va deixar clar que ignorava el tractat que reconeixia a Pipí i es considerava l'únic rei d'Aquitània en una entrevista a Mersen (febrer del 847) amb els seus germans Lotari I i Lluís el Germànic. Els tres van renovar la seva aliança i amistat i es van prometre ajut contra els enemics comuns; es va decidir enviar ambaixadors als normands i als bretons per demanar la pau amb Carles i Lluís i Lotari es van comprometre també a ajudar contra Pipí II i li van fer saber a aquest que s'hauria d'acontentar amb alguns comtats d'Aquitània però no amb el títol reial i quasi tot el país i que els afers serien resolts en una dieta a París després de sant Joan a la que van convidar a l'aquità al que en les actes de l'assemblea de Mersen ja no li donaven el títol de rei (l'anomenaven "el nostre nebot"), el que demostrava que consideraven a Carles com l'únic rei d'Aquitània.
Després de la reunió de Mersen on es van establir algunes capitulars per la reforma del regne, Carles va anar a Attigny on el 27 de maig del 847 apareix confirmant a un vassall de nom Adefons i als seus nebots Gumesind i Duran, la possessió d'uns béns a Lésignan, a Caumont i a Saint-Candide, a la diòcesi de Narbona, que havien adquirit els seus ancestres hispanii al que els havia donat Carlemany per aprisió. El mateix mes de maig Pipí va fer assemblea general del regne a Florigny, a la riba del Cher, on va confirmar els privilegis de l'abadia de Saint-Florent de Glonne o de Saumur, a l'Anjou, el que demostraria que posseïa Anjou i Turena i cal pensar que els territoris fins al Loira. El mateix any (setè de Lotari) un senyor de nom Astanova va donar a l'abadia de Moissac el castell de Cerrucium, a la riba de la Garona al Tolosà i la vegueria de la Garona que li havia estat donada "pel rei Pipí el seu senyor" per fundar-hi un monestir amb el nom de Bonneval. Aquest Cerricum ens informa de l'origen de Castelsarrasin derivat de Castell Cerrucium i no dels sarraïns.
Pipí va refusar la pretensió dels seus oncles de conformar-se amb alguns comtats i no va voler negociar doncs la dieta de París no es va arribar a fer. Així Carles es va disposar a arrabassar el regne al seu nebot aprofitant que havia signat la pau amb els musulmans en la part de Gòtia, havia obtingut algunes victòries sobre els bretons i tenia a ratlla als normands. Els atacs d'aquestos a Aquitània el 848 li van donar l'excusa. Els normands van desembarcar al Poitou, Santonya i Angumois que estaven sota el seu domini i van assolar aquestos territoris. Després van avançar cap al Llemosí, i després van atacar al sud a Bordeus que van assetjar; Pipí no va fer cap moviment conegut per anar en ajut de la ciutat que devia estar sota govern de Guillem de Septimània. En canvi Carles es va posar en marxa a la quaresma amb l'excusa d'atacar als normands i va avançar fins a Dordonya, i a la riba del riu d'aquest nom els va derrotar agafant nou vaixells. Carles va anar llavors a Llemotges on abans de Pasqua va celebrar assemblea general del regne d'Aquitània testimoniant una autoritat sobre un regne que havia cedit per tractat.
La victòria de Carles al riu Dordonya no va impedir als normands conquerir Bordeus que van ocupar una nit per la suposada traïció dels jueus de la ciutat; Guillem fou fet presoner, però probablement alliberat a canvi d'un rescat que va pagar Pipí. Els normands van saquejar Bordeus i després la van abandonar i es van dirigir al Médoc, i cap al Perigord on van conquerir i saquejar la capital Perigueux i després van tornar a la flota que va marxar sense ser inquietada. Els nobles del país veient que Pipí no garantia la seva defensa i que només Carles estava en disposició de fer-ho, es van decantar per aquest. Pipí estava llavors a Bourges on a primers d'any feia una donació a l'església de la ciutat de diversos béns al Llemosí. La major part dels senyors seculars i religiosos del país van anar a trobar a Carles a Orleans i li van demanar agafar-los sota la seva protecció i li van oferir la corona. Carles va acceptar, i es va consagrar rei a catedral de la Santa Creu a la mateixa ciutat d'Orleans en presència de tots els senyors afegint el títol de "rei d'Aquitània" als que ja tenia. Després es va dirigir al seu nou regne i era a Alvèrnia el 23 de juliol del 848, però no se sap si l'expedició fou un èxit, ja que el cert és que l'11 d'agost ja havia retornat a França donant aquest dia a Quierzy-sur-Oise una carta o diploma en favor del comte Apol·loni d'Agde i el bisbe Dagobert d'Agde.
Pipí mentre, abandonat per quasi tots va enviar a Guillem de Septimània al territori de l'emirat de Còrdova per demanar ajut i atacar Gòtia i Septimània, i va enviar al duc a revoltar aquestes regions on el comte i marquès Sunifred hauria mort i on Guillem podia fer valer els seus drets com a fill de Bernat de Septimània, l'anterior posseïdor, i on devia tenir força suport. Sense que sabem com -Devic i Vaissete pressuposen que fou amb l'ajut d'un exèrcit musulmà- va prendre el poder a Barcelona, Girona (amb Besalú), Osona, Empúries, Rosselló i Conflent al final del 848 -o primavera del 849- que dominarà dos anys. També va ordenar a Sanç II de Gascunya al que potser va fer duc, de reunir-se amb ell amb les tropes vascones i va cridar al seu germà Carles, que estava sota custòdia de Lotari I, al que va encarregar escapar-se i reunir-se amb ell. També hauria fomentat la revolta dels bretons.
El 849 Carles hauria tornat a Aquitània als primers mesos de l'any. El 8 de juny era a Poitou on va dictar un diploma, i d'allí va anar a Chartres. Va creuar el riu Loira i va avançar cap al Llemosí rebent la submissió de la major part dels senyors aquitans, els quals el van anar a trobar. Després es va dirigir a Tolosa i va enviar un destacament d'avantguarda per iniciar el setge. Manava a la ciutat el comte Frèdol (comte de Roergue, Tolosa, Pallars i Ribagorça), fill d'una besneboda de Guillem I de Tolosa i de Fulcoald segon comte de Roergue, que va defensar la ciutat contra el rei. Les forces reials van dirigir els atacs cap a diferents fronts, entre els quals el de la porta Narbonesa, on estava l'antic palau dels reis visigots, que fou encarregat a Heribert, abat de Fontanelle; els homes de l'abat van acumular material inflamable a la porta i li van calar foc i en va cremar la major part tot i els esforços dels assetjats; Frèdol suposadament alarmat, veient que la ciutat podia ser assaltada per aquest punt, va demanar l'endemà la capitulació i va obrir les portes a Carles el Calb, al que va jurar fidelitat quan va entrar a la ciutat. Sembla que en realitat la ciutat haguera pogut ser defensada força més temps però Frèdol va decidir lliurar-la i passar al bàndol reial. Frèdol fou confirmat com a comte i duc de Tolosa.
El mes de desembre del 849 Carles va arribar a Bourges i tot seguit va retornar a França on era al començament del 850. Pipí havia restat amagat a Aquitània i quan el rei va abandonar el país va començar a activar als seus partidaris; aviat diversos senyors el van tornar a reconèixer trencat el recent jurament a favor de Carles. Pipí va buscar l'aliança dels normands que van assolar diverses regions arribant fins a Tolosa que van conquerir i la van saquejar, però la van abandonar tot seguit, suposadament a mans de fidels de Pipí. A qui va nomenar Pipí com a comte es desconeix; com que Guillem de Septimània ja hauria mort, és poc probable que fos nomenat el seu germà i hereu Bernat Plantapilosa que només tenia 9 anys.
El 851 la noblesa aquitana tornà a abandonar a Pipí. Es creu que Pipí va castigar amb severitat els que s'havien declarat contra ell i això li va fer perdre el suport ja fràgil que se li havia concedit. Carles va convocar una dieta o concili a Soissons el 851 que va declarar deposat a Pipí i va jurar fidelitat a Carles. Però el rei encara tenia alguns suports, especialment el duc Sanç II de Gascunya. No obstant, aquest veient (852) que les coses no anaven bé, el va trair, i el jove rei, enganyat, va ser fet presoner. Després Sanç II va negociar la pau amb Carles el Calb a canvi de l'entrega del rebel. Pií fou lliurat a Carles i tancat al monestir de Saint-Médard de Soissons on se li va imposar l'hàbit de monjo contra la seva voluntat. Sanç II fou confirmat com a comte (almenys Bordeus, segurament Agen i Saintes; la resta dels dominis no es coneix) i duc de Gascunya.

## Segona revolta
Pipí va intentar fugir del monestir de Saint-Médard de Soissons el 853 junt amb el seu germà Carles. Després d'atreure a la seva causa a dos monjos del monestir ja estava tot disposat que el pla fou descobert i avortat. Carles II el Calb va anar al monestir i va fer vigilar a Pipí més estretament; per jutjar als dos monjos va convocar al mes d'abril un concili al mateix monestir on els bisbes de quatre províncies (Reims, Sens, Rouen i Tours) van assistir. Els monjos foren enviats a l'exili després de ser secularitzats i públicament desautoritzats per la comunitat religiosa del monestir que no havia tingut part al projecte. Carles va exigir de Pipí un nou jurament de fidelitat i una promesa solemne de viure en l'estricta observança de la regla religiosa i la seva professió monàstica.
Després de concili Carles va anar al palau de Quierzy i després al de Pontion, al Pertois; en aquest darrer estava el 21 de juny quan va concedir a l'abat Arnoul d'Aniana la confirmació de privilegis de la seva abadia i de les donacions que li havien estat fetes. Després va anar a Verberie on va reunir un nou concili. A final d'any va enviar emissaris a les diverses províncies. Aquitània estava agitada i a punt de revoltar-se degut a la duresa del govern reial, i pretenien restablir a Pipí i quan es va saber que el seu pretendent quedava sota estreta vigilància a Saint-Medard i que no es podria escapar fàcilment, van decidir nomenar un altre rei. Fou per aquell temps quan Carles es va enemistar amb el seu germanastre Lluís el Germànic, i els nobles aquitans van enviar diputats a aquest per demanar la seva protecció i acceptar la corona d'Aquitània que li oferien per a ell mateix o per al seu fill gran Lluís (el Jove, després Lluís III d'Alemanya). Els delegats afirmaven que el domini reial era tan dur que si no trobaven un príncep dins els carolingis que volgués agafar-los sota la seva protecció, es dirigirien als enemics com sarraïns i normands. Com a garantia van oferir al rei germànic ostatges entre els principals nobles aquitans.
Lluís el Germànic va acceptar i va enviar (854) al seu fill Lluís que havia de ser Lluís II d'Aquitània però només passar el riu Loira va veure que les promeses que les poblacions i nobles es manifestarien al seu favor no es produïen; els aquitans per temor a Carles o perquè el que volien realment era a Pipí i només un noble de nom Gausbert i els seus parents el van anar a rebre, i els altres no van córrer a reconèixer-lo encara que romanien rebels a Carles. Aquest rei va decidir expulsar d'Aquitània al seu nebot i castigar la revolta de la noblesa i per quaresma amb intenció de posar el país altre cop sota el seu control, va iniciar la campanya; però els actes cruels que va cometre, en que no va estalviar ni el sagrat ni el profà, només van aconseguir irritar més als aquitans. Per aconseguir controlar a la nobles va haver d'agafar dotzenes d'ostatges.
Lotari I va intentar tot per fer de mediador entre els dos germans enfrontats. Carles durant les negociacions va retornar a França després de Pasqua i el mes de juny era al palau d'Attigny on es va reunir amb Lotari I. Junts van enviar ambaixadors a Lluís el Germànic per regular condicions per la pau, i demanar-li que cridés al seu fill Lluís d'Aquitània.
Mentre Pipí va aconseguir escapar de Saint-Medard al mateix temps que el seu germà Carles d'Aquitània es va escapar del monestir de Corbie (854) i els dos germans es van dirigir cap a Aquitània per dirigir l'aixecament de la noblesa contra Carles II. Només creuar el Loira, Pipí fou reconegut pels nobles i va recórrer tota l'Aquitània aixecant tothom al seu favor. Molt pocs van restar fidels a Carles el Calb o a Lluís (II).
Carles va decidir tornar a Aquitània i acabar amb la revolta per mitjans militars i es va dirigir al palau de Germiny a l'Orleanès a finals de juliol. L'acompanyava Odalric el marquès de Gòtia i comte de Barcelona, Girona, Narbona i altres comtats. Tot seguit va creuar el Loira i va atacar primera Lluís (després Lluís III d'Alemanya) que era el més dèbil, i al que en poc temps va obligar a travessar el riu en direcció oposada i fugir cap a Alemanya a la tardor del 854. Les converses de pau entre els tres germans anaven molt lentes i no feien progressos. No se sap si Carles va lluitar la tardor del 854 amb Pipí però en tot cas fou de manera breu.
Potser va passar l'hivern a Aquitània o potser va tornar a França, on en tot cas era la primavera del 855 quan va mantenir les complexes converses de pau que, amb la mediació de Lotari I, el volien reconciliar amb Lluís el Germànic. El juny del 855 Carles va donar un diploma al palau d'Attigny en favor de Sunyer, abat de la Grassa, abadia que fou confirmada en totes les seves possessions i privilegis i on s'esmenta un missus de nom Fulques enviat a Septimània; també s'esmenta una donació de Sunyer, comte d'Empúries i un altre de Riquilda, vídua d'Oliba I de Carcassona, ambdues a favor de l'abadia de la Grassa; per primer cop s'esmenta també a Menerbe (francès Minervois) com un país de la diòcesi de Narbona (l'Alta Narbona).
Quan Lotari fou afectat per unes febres a l'estiu es va accelerar la reconciliació (855). Això va impulsar els aquitans cap al partit de Carles, per temor a la revenja d'aquest i per haver-se aixecat mentre nous greuges contra el rei Pipí. Però el govern de Carles havia estat molt mal tolerat per la noblesa i aquesta va decidir demanar un rei particular. Potser basant-se en l'experiència del jove Lluís van enviar delegats a demanar al rei el nomenament al seu fill Carles l'Infant com a rei d'Aquitània. El Calb va acceptar ràpidament aquesta proposta i els delegats van marxar cap a Llemotges amb el jove príncep. Allí a Llemotges fou coronat i consagrat rei l'octubre del 855. Pipí llavors va utilitzar mercenaris normands que van remuntar el Loira, però foren rebutjats per Carles l'Infant (no és conegut com a Carles d'Aquitània per confusió amb Carles el germà de Pipí) a la rodalia de Poitiers i només uns 300 normand es van escapar de la matança i van poder tornar als seus vaixells.
Però la continuació del regnat de Carles l'Infant no fou tan afortunat. Aviat la seva joventut i manca d'experiència li va fer cometre errors que el van distanciar dels nobles. Militarment no era capaç d'aturar els atacs normands i la noblesa es va tornar a girar cap a Pipí, però amb poca convicció. La noblesa de fet jugava amb això, i no s'entregava del tot i per sempre ni a Carles el Calb, ni a Carles l'Infant, ni a Pipí II i gaudien així d'una independència de fet; volien esdevenir oficialment senyors hereditaris, cosa que ja eren en la pràctica i la causa principal del seu malestar eren els atacs normands contra els quals els calia la protecció d'un poder més fort.
Aliats els nobles aquitans a senyors francesos descontents, van enviar diputats a Alemanya per demanar a Lluís el Germànic d'anar a França i Aquitània per lliurar als dos pobles de la dominació de Carles el Calb. Aquest se'n va assabentar i per por de perdre el tron va fer diversos passos per guanyar el favor del poble (dels nobles) i el 7 de juliol del 856 va tenir una assemblea a Quierzy on es van reunir els senyors seculars i eclesiàstics (7 de juliol); en aquesta assemblea el seu oncle Rodolf, germà de l'emperadriu Judit de Baviera, va fer propostes d'arranjament en nom dels malcontents. Carles va acceptar ràpidament i les va compilar en forma d'edicte, sent publicades a França i Aquitània, prometent rectificar tots els defectes del seu govern i satisfer tots els greuges que es presentessin contra ell, i dictava un perdó general als que abandonessin el partit de Pipí II, convocant a la noblesa per una nova dieta a Verberie pel 26 de juliol, on esperava que la major part dels senyors rebels, amb les promeses rebudes, es presentarien i es sotmetrien; però es va equivocar i quasi cap hi va voler anar (esperant a Lluís el Germànic que estava en campanya contra els eslaus). Carles va convocar una nova assemblea a Baisieu però els malcontents persistien en el seu desafiament i van refusar anar-hi, ja que esperaven al rei de Germània i no volien acordar res sense la seva participació. Això va alarmar a Carles que veia com la noblesa es podia abocar als braços del seu germanastre si aquest arribava, i va decidir guanyar als nobles a qualsevol preu, convocant una nova dieta a Neaufles-Saint-Martin l'1 de setembre, i aquest cop i van anar una part dels malcontents però van al·legar no poder fer cap acord per manca de molts altres; però finalment, veient que el rei Lluís el Germànic no es presentava a causa de la guerra que sostenia contra els eslaus, van acabar anant a una nova dieta a Chartres l'11 d'octubre, i es va acordar la pau. Llavors els nobles aquitans que amb més o menys convicció defensaven a Pipí el van abandonar per sotmetre's a Carles el Calb demanant altre cop la corona pel seu fill Carles l'Infant. Concedit això van tornar amb aquest príncep a Aquitània.
Havia passat un any quan molts nobles aquitans, que en realitat a qui volien era a Lluís el Germànic, es van aliar altre cop a nobles francesos contra Carles el Calb. Llavors va esclatar la revolta a Aquitània i els nobles es van declarar de moment per Pipí II que d'estar aïllat i quasi amagat, va tornar a tenir un partit al seu costat. Pipí no confiava en els magnats del país i havia buscat el suport dels normands, als que va utilitzar per assolar principalment el Poitou el 857. Poitiers fou saquejada. Ranulf I de Poitou era un dels nobles que romania lleial a Carles l'Infant, mentre que al bàndol de Pipí destacava Bernat II d'Alvèrnia.
Els normands havien establert una base a l'illa d'Oisel, a la desembocadura del Sena. Carles el Calb va reunir un gran nombre de vaixells per expulsar-los d'aquesta posició clau a l'estiu del 858 i els va assetjar (juliol) i se li va reunir el seu fill Carles l'Infant amb les tropes d'Aquitània. Al seu darrere arribava Pipí II que havia rebut propostes de pau de Carles el Calb i anava a signar la pau. L'acord fou finalment signat i establia que Pipí perdria un nombre de comtats i abadies; cap historiador contemporani explica en detall quins territoris va perdre i si va conservar (o més aviat recuperar) el títol de rei als països que li foren reconeguts. Fos com fos la pau fou de curta durada (un any).
Carles dfou expulsat de França al novembre del 858 pel seu germanastre Lluís el Germànic, però va recuperar el poder el 859. A l'estiu o la tardor del 859, Carles el Calb, veient que ja no tenia res a témer de Lluís el Germànic, va trencar la pau i va reprendre les hostilitats contra Pipí II d'Aquitània. Els nobles van abandonar una vegada més a Pipí i es va haver de refugiar amb els bretons amb la protecció d'alguns senyors de Nèustria que romanien rebels a Carles.

## Darrers intents
Carles el Calb havia quedat tranquil per la pau de Coblenza del juny del 860, però aviat va esclatar un conflicte amb Lotari II per la repudiació de la dona d'aquest, protegida de Carles. Pipí estava refugiat a Bretanya i amb el suport dels bretons va fer una nova temptativa sobre Aquitània el 860 i a causa del conflicte entre els reis va poder reviscular el seu partit a les parts més properes a Bretanya. Carles va marxar contra els bretons però fou derrotat a la frontera de Bretanya. Això va encoratjar a Pipí. Carles va nomenar a dieta de Compiègne del 861 al notable magnat Robert el Fort com a duc de tot el territori entre el Loira i el Sena amb el comandament de les fortes dels comtats fronterers de Bretanya (comtats de l'anomenada Marca de Bretanya) contra els bretons. Aquesta assemblea s'hauria fet el maig del 861 doncs Carles estava a Compiegne aquest mes on va donar una carta o diploma. A la tardor del 861 Carles va estar ocupar en un fracassat intent de conquerir el regne de Provença, i va retornar a França on es produïen nous atacs normands.
El 862 Pipí va formar aliança amb Lluís, fill de Carles el Calb (el futur Lluís II de França) que es va revoltar contra el seu pare. Lluís fou aliat també dels bretons, però fou derrotat al cap de poc per Robert el Fort i va haver de fugir i quedar sotmès a la clemència del seu pare. El segon fill Carles l'Infant, rei d'Aquitània, seduït per diversos senyors del país entre els quals podria estar Esteve d'Alvèrnia i el comte Egfrid o Acfred de Bourges, va donar suport a la revolta del seu germà però va tardar més a sotmetre's. Carles encara no tenia 15 anys quan es va casar amb la vídua del comte Humbert contra la voluntat del seu pare i sota consell d'alguns cortesans. Carles el va voler tornar a l'obediència i el va cridar a una conferència a Mehun-sur-Loire, on li va prometre el perdó i li va donar seguretat pel futur si en endavant feia cas dels seus consells, però aquestes ofertes no foren escoltades per Carles, que va tornar al seu regne poc disposat a fer submissió.
La pau de Carles el Calb amb els bretons va privar a Pipí d'aquestos aliats (863) i es va haver de refugiar a Gascunya però no obstant seguia actiu i amb l'ajut dels normands va atacar a diversos llocs, arribant fins a Poitiers,i després de cremar l'església de Sant Hilari que estava als ravals exteriors, els habitants de la ciutat van haver de comprar car el que la vila no fos saquejada. L'octubre del 863 Carles el Calb va celebrar una dieta a Verberia on es va ratificar un acord de pau amb l'emirat de Còrdova (per evitar el suport d'aquest emirat al marquès rebel de Septimània i Gòtia) i es va decidir sotmetre a Carles l'Infant que tenia el suport de la major part dels senyors del país, reunint totes les forces possibles. Carles llavors, per temor a la colera del pare, no el va deixar passar el Loira i va córrer a trobar-lo i sotmetre's implorant la seva clemència a Nevers, en terres que eren domini familiar d'Esteve d'Alvèrnia. Carles el va perdonar després d'un nou jurament de fidelitat que també van haver de fer tots els senyors aquitans del seu seguici. Llavors li va ordenar restar al costat seu i de fet el regne d'Aquitània va quedar dissolt.
Ja només quedava l'incansable Pipí contra el que Carles va preparar la lluita passant l'hivern a Nevers (o almenys on era a finals del 863 i a començaments del 864). El rebel rei aquità era a Bordeus quan el 864 els normands van desembarcar a Santonya i el Burdelès i van derrotar el duc de Gascunya Arnau, recent successor del seu oncle Sanç II, i fill d'Emmenó I comte de Perigord i Poitou i de la seva esposa Sància, germana de Sanç II de Gascunya, que els va voler fer front; potser van atacar Bordeus i van fer presoner a Pipí II o aquest els esperava; no és clar si finalment els normands van passar al seu servei, o fou obligat o els va manipular per marxar contra Tolosa, però el cert és que el març del 864 els normands van atacar el Llemosí on van cremar el monestir de Solignac van arribar fins a Clarmont d'Alvèrnia on el comte usurpador Esteve va morir en la lluita, i llavors van assetjar Tolosa el Tolosà, Roergue i l'Albigès foren assolats, i el setge fou vigorós, però ni amb ajuda dels normands va aconseguir Pipí II conquerir la capital del regne defensada per uns missi dominici de Carles II el Calb o per delegats d'Humfrid i es van retirar abandonant a Pipí; en la seva retirada el comte Ranulf I de Poitiers li va parar un parany dient-li que volia abraçar el seu partit i revoltar-se al seu favor junt amb altres senyors. i el va convidar a una entrevista per discutir el que s'havia de fer. Quan Pipí hi va anar fou fet presoner.

## Final
Pipí fou portat al palau de Pistes (Pîtres) al Sena, a la diòcesi de Rouen on el mes de juny del 864 es va celebrar una dieta que principalment estava dedicada prendre mesures contra els normands. A la dieta fou presentat Pipí i els senyors i prelats el van condemnar a mort com apostata (per haver abandonat l'hàbit monàstic) i traïdor a la pàtria (per haver-se aliat als normands). Hincmar de Reims va deixar escrita una relació dels crims que se li van imputar. Pipí va demanar la gràcia i que se li permetés expiar les culpes per la penitència reprenent l'habit i renunciava als seus drets al regne d'Aquitània. Carles li va acordar el perdó i el va condemnar a reclusió. Hicmar fou consultat sobre la penitència a imposar i va aconsellar una confessió general però secreta dels seus pecats, una confessió pública a l'assemblea dels seus crims (que estaven sotmesos a penitència pública segons els cànons, especialment el d'apostasia) i després els bisbes el reconciliarien amb l'església i li atorgarien la tonsura eclesiàstica i l'hàbit monàstic; hauria de prometre tanmateix solemnement de passar la resta de la seva vida al claustre i en aquest cas podria ser admès a la comunió; Hicmar va dir que després d'un temps, complerts tots aquests punts, se l'hauria de tractat amb suavitat i caritat i deixar-lo en mans dels monjos. Així Pipí fou tancat a una presó a Senlis. El seu final és desconegut però dels Annals de Metz sembla deduir-se que es va intentar escapar altre cop i hauria mort miserable i tràgicament.

## Genealogia
```
┌─ 
Lluís el Pietós
 (
778
-† 
840
), emperador (
814
-
840
).
┌─ 
Pipí I d'Aquitània
 (
797
-† 
838
), rei d'Aquitània (coronat 
817
- mort 
838
).
│ └─ 
Ermengarda d'Hesbaye
 (
780
-† 
818
) (filla d'Ingramm o Robert Cancor comte d'Hesbaye.
│
Pipí II d'Aquitània
│
│ ┌─ Teodebert de Madrie
└─ Ringarda (?-?).
└─ X (filla de 
Guillem I de Tolosa
)
```